# Kuru (Finlandia)
Kuru è un ex comune finlandese di 2 774 abitanti, situato nella regione del Pirkanmaa e soppresso nel gennaio 2009. È ora compreso nel comune di Ylöjärvi.